# Dziewczyny z drużyny
Dziewczyny z drużyny (tytuł oryg. Bring It On) – film komediowy produkcji amerykańskiej z 2000 roku. Opowiada o drużynie cheerleaderek. W rolach głównych wystąpiły w nim aktorki młodego pokolenia: Kirsten Dunst, Eliza Dushku i Gabrielle Union. Film został wyreżyserowany przez Peytona Reeda, scenariusz przygotowała Jessica Bendinger.

## Obsada
- Kirsten Dunst – Torrance Shipman
- Eliza Dushku – Missy Pantone
- Jesse Bradford – Cliff Pantone
- Gabrielle Union – Isis
- Clare Kramer – Courtney Egbert
- Nicole Bilderback – Whitney
- Shamari Fears – Lava
- Natina Reed – Jenelope
- Brandi Williams – Lafred
- Tsianina Joelson – Darcy
- Lindsay Sloane – Big Red
- Rini Bell – Kasey
- Nathan West – Jan
- Huntley Ritter – Leslie
- Bianca Kajlich – Carver
- Holmes Osborne – Bruce Shipman
- Sherry Hursey – Christine Shipman
- Cody McMains – Justin Shipman
- Ian Roberts – Sparky Polastri
- Matt Nies – Pan Szalone Oczy